# This Corrosion
This Corrosion is een single van The Sisters of Mercy, afkomstig van het album Floodland uit 1987. Het nummer werd geproduceerd door Jim Steinman en bereikte in oktober 1987 de 7de plaats in de Britse hitparade. Op de achterkant van de 7 inch-versie staat het nummer ‘Torch’, op de 12 inch-versie tevens het nummer ‘Colour’.
De oorspronkelijke singleversie, zowel 7 als 12 inch, duurt vier en een halve minuut; de versie op het Floodland-album duurt daarentegen bijna 11 minuten en omvat een koor van veertig stemmen. De song van de hand van Andrew Eldritch handelt over diens bezorgdheid omtrent het feit dat leden van zijn band hem verlieten om The Mission te stichten.